# Парроккьяле, Беатриче
Беатриче Парроккьяле (итал. Beatrice Parrocchiale; род. 26 декабря 1995, Милан, Италия) — итальянская волейболистка, либеро. Чемпионка Европы 2021.

## Биография
Волейболом начала заниматься в 2005 году в миланской академии «Сеттимо Миланезе», в команде которой («Визетте») играла в различных юниорских соревнованиях. С 2007 выступала за молодёжную команду из Ораго, а в 2011 перешла в клуб «Вилла-Кортезе». В 2012 включена в основную команду, но год спустя после прекращения деятельности клуба заключила контракт с «Иль Бизонте Фиренце» из Сан-Кашано, выступавшей в серии А2 чемпионата Италии. С 2019 являлась игроком команды из Монцы, в составе которой в 2021 выиграла Кубок Европейской конфедерации волейбола и «бронзу» чемпионата страны. В 2024 перешла в ВК «Савино Дель Бене».
В 2011—2013 Парроккьяле играла за юниорскую и молодёжную сборные Италии, а в 2015 дебютировала в главной национальной команде страны на турнире в Монтрё и первых Европейских играх. В сборной Италии становилась призёром чемпионата мира 2018, Гран-при 2017 и чемпионата Европы 2019, а в 2021 выиграла «золото» континентального первенства.

### Клубная карьера
- 2007—2011 —  «Ораго»;
- 2011—2012 —  «Вилла-Кортезе»-2;
- 2012—2013 —  «Асистел Карнаги» (Вилла-Кортезе);
- 2013—2019 —  «Иль Бизонте Фиренце» (Сан-Кашано-ин-Валь-ди-Пеза);
- 2019—2024 —  «Саугелла»/«Веро Воллей» (Монца);
- 2024—2025 —  «Савино Дель Бене» (Скандиччи);
- с 2025 —  «Миллениум» (Брешиа).

## Достижения

### Со сборной Италии
- серебряный призёр чемпионата мира 2018;
- серебряный призёр Мирового Гран-при 2017.
- чемпионка Европы 2021;
  - бронзовый призёр чемпионата Европы 2019.

### Клубные
- двукратный серебряный (2022, 2023) и 3-кратный бронзовый (2021, 2024, 2025) призёр чемпионатов Италии.
- серебряный призёр розыгрыша Кубка Италии 2024.

- победитель розыгрыша Кубка Европейской конфедерации волейбола 2021.